# Driadă
Driadele sau Dryades sunt nimfe ale copacilor în mitologia greacă. Prin faptul că desemnează termenul elen de lemn, driadele care reprezentau doar nimfele stejarilor au devenit un termen general al acestora. Sunt considerate ființe foarte timide, cu excepția momentelor petrecute lângă Artemis, care era cunoscută ca prietenă a celor mai multe nimfe.